# Decima
 (octobre 2019).
Si vous disposez d'ouvrages ou d'articles de référence ou si vous connaissez des sites web de qualité traitant du thème abordé ici, merci de compléter l'article en donnant les références utiles à sa vérifiabilité et en les liant à la section « Notes et références ».
Le Decima Engine est un moteur de jeu propriétaire développé par Guerrilla Games en 2013.

## Liste des jeux utilisant le moteur
- 2013 : Killzone: Shadow Fall
- 2015 : Until Dawn
- 2016 : Until Dawn: Rush of Blood
- 2016 : RIGS: Mechanized Combat League
- 2017 : Horizon Zero Dawn
- 2019 : Death Stranding (développé par Kojima Productions)[1]
- 2022 : Horizon II: Forbidden West
- 2025 : Death Stranding 2: On the Beach